# UTC-10:00
Giờ UTC−10 được dùng tại:
- Quần đảo Cook
- Polynesia thuộc Pháp
  - Quần đảo Xã hội bao gồm Tahiti,
  - Quần đảo Tuamotu, và
  - Quần đảo Tubuai
- Đảo Johnston
- Hoa Kỳ (HST—Giờ chuẩn Hawaii-Aleut)
  - Quần đảo Aleut (Alaska phía tây của kinh tuyến 169° 30′ Tây)
  - Hawaii

Thời gian này hiện tại: 11/03/2025 13:33:30